# Курск (Алтайский край)
Курск — село в Кулундинском районе Алтайского края. Административный центр Курского сельсовета.

## История
История села Курска ведёт свой отсчёт с 1909 года, когда в Кулундинской степи начал заселяться переселенческий участок № 113 Малый Сор. В январе 1910 года в соответствии с решением Общего присутствия Томского губернского управления (журнал № 14 от 8 января 1910 года) на участке № 113 образовано сельское общество Курское, которое было причислено к Ключевской волости Барнаульского уезда Томской губернии. Своё название селение получило по исторической родине первых переселенцев — выходцев из Курской губернии. В то же время, несмотря на название, в Курское переселяли и жителей других губерний, в том числе Воронежской, Киевской, Пензенской, Таврической.
В 1928 г. посёлок Курский состоял из 140 хозяйств, центр Курского сельсовета Ключевского района Славгородского округа Сибирского края. Отделение колхоза «Память Ленина»..

## Население
В 1928 году в посёлке проживало 790 человек (409 мужчин и 381 женщина), основное население — русские. По переписи 1959 г. в селе проживало 916 человек (426 мужчин и 490 женщин).
| 1997 | 1998  | 1999  | 2000  | 2001 | 2002 | 2003 |
| ---- | ----- | ----- | ----- | ---- | ---- | ---- |
| 977  | ↗1020 | ↘1013 | ↗1031 | ↘989 | ↘953 | ↘929 |
| 2004 | 2005  | 2006  | 2007  | 2008 | 2009 | 2010 |
| ↘916 | ↘865  | ↘848  | ↘836  | ↗837 | ↘793 | ↗820 |
| 2011 | 2012  | 2013  |       |      |      |      |
| ↗845 | ↘817  | ↗825  |       |      |      |      |